# Conoco Phillips
Conoco Phillips Company, av företaget skrivet ConocoPhillips, är ett amerikanskt multinationellt petroleumbolag.

## Historik
Företaget bildades 2002 genom en fusion av petroleumbolagen Conoco, Inc. (tidigare Continental Oil Corporation) och Phillips Petroleum Company.
Den 13 december 2005 meddelade Conoco Phillips att man hade för avsikt att förvärva Burlington Resources för 35,6 miljarder amerikanska dollar. Affären slutfördes den 31 mars 2006.
I maj 2012 avknoppade Conoco Phillips sina nedströmsverksamheter till ett separat börsnoterat företag för att maximera aktievärdet för sina aktieägare. Conoco Phillips är nu ett rent prospekterings- och utvinningsbolag inom petroleumbranschen medan det nya bolaget Phillips 66 raffinerar och distribuerar petroleumprodukter och naturgas till slutkunder.
Den 29 maj 2024 meddelade Conoco Phillips att man var överens med Marathon Oil om att köpa företaget för 17 miljarder dollar i aktier. Den 22 november slutfördes affären och då var den värderad till 22,5 miljarder dollar.

## Verksamheten

### USA
I USA har Conoco Phillips olika stationskedjor såsom Conoco, Phillips 66 och 76.

### Sverige
I Sverige köpte Conoco Phillips Ara-bolagen 1951 och döpte om dess tidigare bensinmackskedja till Jet. Den såldes 2008 till Statoil.